# Енанга
Енанга — река в России, протекает в Кичменгско-Городецком районе Вологодской области. Устье реки находится в 190 км по правому берегу реки Юг. Длина реки составляет 36 км.
Исток реки находится на Северных Увалах в болотах в 6 км к юго-западу от села Верхняя Ентала. Генеральное направление течения — северо-запад, русло сильно извилистое. В верхнем течении течёт по ненаселённому холмистому лесному массиву, в среднем и нижнем течении на реке стоят деревни Павликов Дор, Большое Скретнее Раменье, Малое Скретнее Раменье, Митино, Рыжухино, Аксёновщина, Засорино, Ивакино, Рудниково. Притоки — Мутница, Гашиловица, Сусуевица, Котельная, Ковшовик (левые); Волничная, Рассоха (правые). Впадает в Юг в селе Нижний Енангск.

## Данные водного реестра
По данным государственного водного реестра России и геоинформационной системы водохозяйственного районирования территории РФ, подготовленной Федеральным агентством водных ресурсов:
- Бассейновый округ — Двинско-Печорский
- Речной бассейн — Северная Двина
- Речной подбассейн — Малая Северная Двина
- Водохозяйственный участок — Юг
- Код водного объекта — 03020100212103000011023